# La Cour des miracles (film)
Pour les articles homonymes, voir Cour des miracles (homonymie).
Pour plus de détails, voir Fiche technique et Distribution.
La Cour des miracles est un film français réalisé par Carine May et Hakim Zouhani, sorti en 2022.
Le film a été produit par Haut et Court et France 2 Cinéma, avec une distribution incluant Rachida Brakni, Anaïde Rozam, Disiz et Raphaël Quenard.

## Synopsis
À Aubervilliers, en Seine-Saint-Denis, l’école primaire Jacques-Prévert est menacée par l’ouverture d’un établissement scolaire flambant neuf, porté par une démarche « bobo-écolo » qui séduit de plus en plus de familles du quartier. Craignant la fuite des élèves vers cette école concurrente, Zahia (Rachida Brakni), la directrice de Jacques-Prévert, décide de transformer son établissement en première « école verte » de banlieue. Elle s’associe à Marion (Anaïde Rozam), une nouvelle institutrice pleine d’idées, venue de la campagne. Ensemble, elles tentent de fédérer une équipe pédagogique pour mener à bien ce projet ambitieux. Mais entre motivations divergentes, méthodes atypiques et réalités sociales, rien n’est simple pour réinventer l’école dans une zone d’éducation prioritaire,.

## Fiche technique
Sauf indication contraire, les informations mentionnées dans cette section peuvent être confirmées par la base de données cinématographiques IMDb,  présente dans la section « Liens externes ».
- Titre original : La Cour des miracles
- Réalisation : Carine May et Hakim Zouhani
- Scénario : Carine May, Hakim Zouhani, Romain Compingt, Catherine Paillé
- Collaboration au scénario : Benjamin Charbit
- Musique : Yuksek
- Décors : Frédéric Lapierre, Frédérique Lapierre
- Costumes : Bethsabée Dreyfus
- Photographie : Antoine Monod
- Montage : Nadège Kintzinger
- Son : Nassim El Mounabbih, Clément Maléo, Raphaël Mouterde
- Mixage : Samuel Aïchoun
- Directrice de casting : Leila Fournier
- Régie : Guénola Chaussard
- Photographe de plateau : Jean-Claude Lother
- Production déléguée : Barbara Letellier, Carole Scotta
- Producteurs associés : Simon Arnal, Caroline Benjo
- Directeur de production : Laziz Belkaï
- Attaché de presse : François Hassan Guerrar
- Sociétés de production : Haut et Court, France 2 Cinéma
- Sociétés de distribution :
  - France (cinéma) : Haut et Court
  - Export / ventes internationales : France Télévisions Distribution
- Budget : 3,8 millions d'euros[3]
- Pays d’origine :  France
- Langue originale : français
- Format : couleur — 2,35:1
- Genre : Comédie
- Durée : 94 minutes (1 h 34)
- Dates de sortie :
  - France : 23 mai 2022 (Festival de Cannes, projection) ; 28 septembre 2022 (sortie nationale)

## Distribution
Sauf indication contraire, les informations mentionnées dans cette section peuvent être confirmées par la base de données cinématographiques IMDb,  présente dans la section « Liens externes ».
- Rachida Brakni : Zahia
- Anaïde Rozam : Marion
- Disiz (crédité sous son vrai nom Sérigne M'Baye) : Fabrice
- Mourad Boudaoud : Seid
- Gilbert Melki : Jean-Pierre
- Sébastien Chassagne : Jérôme
- Léonie Simaga : Ingrid
- Raphaël Quenard : Mickaël
- Yann Papin : Thierry